# Bolbogonium addendum
Bolbogonium addendum es una especie de coleóptero de la familia Geotrupidae.

## Distribución geográfica
Habita en Vietnam.